# Pro Racing

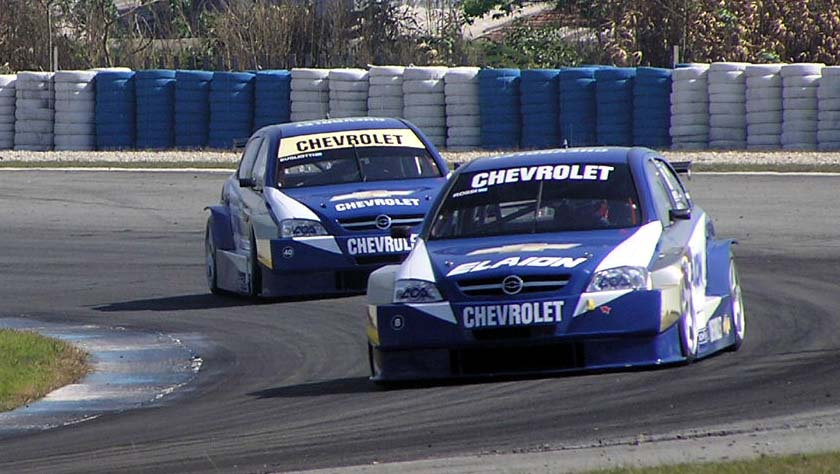
Unidades Chevrolet Astra del equipo Chevrolet Elaion Pro Racing de TC 2000, año 2006.

Team Pro Racing, conocido simplemente como Pro Racing, es una escudería argentina de automovilismo de velocidad que actualmente compite en el TC2000 como representante oficial de Chevrolet. Fundada en el año 1994 por el expiloto Víctor Rosso y su socio Leonardo Monti pasando por distintas administraciones, fue un equipo que supiera cosechar un gran protagonismo a nivel nacional e internacional. Principalmente, sus actividades se centraron en la categoría argentina TC2000 y el TC2000 Series, aunque también participó en la Fórmula 3 Sudamericana, en el Turismo Carretera y en el Top Race.
El equipo posee su base de operaciones en la localidad de Villa Carlos Paz, Córdoba. Desde su creación, la estructura cambió continuamente de mando, siendo primeramente Víctor Rosso su fundador y primer director, sucedido luego por el piloto Marcelo Bugliotti quien más tarde cedería su puesto al preparador Edgardo Porfiri. Finalmente, desde 2012, el equipo es dirigido por una sociedad accionaria tripartita, representada por los pilotos y empresarios Alejandro Chahwan, Sebastián Martínez Ríos y Sebastián Pereyra.
Durante su incursión en el TC2000, el equipo representó oficialmente a las marcas Renault (1994), Honda (1997-2002), Chevrolet (2002-2008 y 2013-presente) y Fiat (2009-2012). Asimismo, ha sabido obtener los campeonatos de los años 1998, 1999 (con Honda), 2004, 2006, 2007, 2014, 2016 y 2021 (con Chevrolet) y en el TC2000 Series en 2012 y 2013 (con Fiat).

## Historia

### Inicios
La historia del Pro Racing se inició en el año 1994, cuando el piloto Víctor Rosso decidiera dar punto final a su carrera deportiva en la que supiera desempeñarse en categorías internacionales como ser la Fórmula 3 británica, alemana y japonesa, Fórmula Ford también británica y alemana y trayéndose importantes títulos al país, como los campeonatos de Fórmula Ford británica en 1984 y alemana en 1985, que se sumaban al campeonato argentino de Fórmula Renault obtenido previamente en 1981. Para ello, contaría con la inestimable colaboración del ingeniero y preparador Leonardo Monti, quien lo acompañara desde sus inicios.
Tras el retiro de Rosso en el año 1993, donde desarrollara dos competencias en el TC 2000, comienzan los planes de la dupla piloto-mecánico para fundar su propia escudería. De esta forma, nace el Pro Racing, equipo que comenzó dando sus primeros pasos en la categoría Fórmula 3 Sudamericana, donde comenzarían alistando una unidad TOM'S-Toyota, para un joven Omar Martínez, quien llegaba a la categoría con los pergaminos de haber sido dos veces campeón de Fórmula Renault Argentina en 1990 y 1991. Aplicando los conocimientos adquiridos durante su paso por Europa y Asia, el resultado no pudo ser mejor, alcanzando Martínez el subcampeonato, por detrás de Gabriel Furlán y colocando al Pro Racing como la mejor escudería debutante de la categoría.
Por otra parte, el equipo se aventuraría a ingresar de lleno en la experiencia de preparar automóviles de turismo, al ingresar ese mismo año al TC 2000. Para ello, la escudería adquiriría tres unidades Renault Fuego utilizadas hasta el año anterior por el equipo oficial Renault Argentina de Oreste Berta y recibiendo asesoramiento por parte del preparador de Alta Gracia y apoyo semioficial de la casa francesa. En ese sentido, los seleccionados para tripular las unidades del equipo fueron los pilotos Pablo Peón, Henry Martin y Luis Soppelsa. Como Rosso y Monti estaban centrados en la campaña de la F3, la dirección de la estructura de TC 2000 recaería en manos de un joven ingeniero Diego Bruna. Al igual que en la Fórmula 3, la escudería conseguiría buenos resultados principalmente por la confiabilidad de su medio mecánico, logrando posicionar a Martin en la 6.ª colocación y a Peón en la 9.ª. A su vez, el equipo conseguiría subir tres veces al podio, dos con Martin y una con Peón.

### Etapa de fórmulas
Tras el gran año obtenido en la Fórmula 3 y la experiencia desarrollada dentro del TC 2000, en el año 1995 el Pro Racing decide enfocarse de lleno en las actividades de los monoplazas. Para ello, consigue expandir su participación colocando tres unidades en pista. En esta oportunidad, el subcampeón Omar Martínez sólo desarrollaría una competencia, cediendo su lugar a un joven Sebastián Martino. Las otras unidades serían piloteadas por el excampeón Fernando Croceri y el novato Sergio Tettamanzi. A mitad de temporada, Martino y Tettamanzi se retiran de la escudería, por lo que se intenta buscar una opción más competitiva. Finalmente, el elegido es el chaqueño Juan Manuel Silva, que en esa temporada se encontraba desarrollando su segunda incursión en el TC 2000 y que llegaba con los pergaminos de haber obtenido el campeonato de Fórmula Renault de 1993. Con la mitad del campeonato empezado, Silva conseguiría finalizar en la 9.ª colocación, alcanzando a cosechar su primer podio a nivel internacional.
En 1996, el equipo sigue centrando sus esfuerzos en los monoplazas poniendo en esta oportunidad como pilotos a Silva y al novato Christian Ledesma. Al mismo tiempo, el equipo se aventura a desarrollar una estructura aparte para incursionar en el campeonato japonés de Fórmula Toyota, donde el equipo envía como representante a Sebastián Martino. Nuevamente sería un año exitoso para el equipo, ya que la temporada lo encontraría peleando el título en los dos frentes. En la Fórmula 3, mostrarían a Silva como su punta de lanza para la lucha por el campeonato, alcanzando a finalizar el chaqueño en la 4 ubicación y llevándose consigo su primera victoria en la categoría y a nivel internacional. Por su parte, Martino consigue adjudicarse el subcampeonato de la Fórmula Toyota lo que posibilita el ascenso del piloto cordobés a la Fórmula 3 Japonesa y una importante inyección económica al equipo. El dinero obtenido por Racing gracias a estos resultados, incentivarían a Rosso a buscar una posibilidad inédita ya que, ante el anuncio de TC 2000 de abrir sus puertas a las terminales que no poseían producción nacional, en ese mismo año iniciaría las gestiones para volver a desembarcar en la categoría, pero en esta oportunidad con una importante representación oficial.

### El gran desafío: Primer equipo oficial Honda
El anuncio de la apertura del reglamento deportivo del TC 2000 para homologar modelos importados, de cara a la temporada 1997, sería una importante carta de presentación para el equipo Pro Racing en todo su potencial. Para ello y tras conocer esa novedad, Víctor Rosso encabeza negociaciones con la filial nacional de la automotriz japonesa Honda, con el fin de obtener la representación oficial de esta marca para el regreso del equipo al TC 2000. Las negociaciones culminan con gran éxito y de esta forma se crea el Team Honda Pro Racing, la primera escudería oficial de la marca y el primer equipo en poner en pista un producto 100% de producción extranjera. El debut de la nueva escudería, se sucede a la par de la presentación de la renovación reglamentaria de la categoría, presentando en pista dos coupé Honda Civic, para cuya conducción son convocados dos hombres de confianza de la escudería, como Martínez y Soppelsa. El primer año sería tomado por Honda como parte de su fase preparativa. Aun así, el coche se muestra confiable en cuanto a lo competitivo, llegando al triunfo de la mano de Omar Martínez, subiendo 10 veces al podio (6 con Martínez y 4 con Soppelsa) y coronando el año con los dos Honda cerrando juntos en las posiciones del torneo, con Martínez 8.º y Soppelsa 9.º

### Buscando la gloria: Los primeros campeonatos
Luego del prometedor inicio que exhibiera la escudería, desde su dirección se planteó la idea de abandonar esa posición de "promesa" para convertirse en realidad. Y para ello, el equipo debía reforzarse de la mejor manera. Fue así que para la temporada 1998, Pro Racing revoluciona el mercado de pases al anunciar la contratación del excampeón Juan María Traverso, con el fin de ir definitivamente en busca del campeonato. Asimismo, el equipo continuaría confiando en Omar Martínez, mientras que con el correr de las fechas terminaría redoblando la apuesta, al anunciar la llegada de una tercera unidad la cual le sería confiada al chaqueño Juan Manuel Silva, quien de esta forma retornaba a la Argentina, tras su paso por Japón. Con todos estos ingredientes, el equipo Honda responde en la pista que su apuesta no fue del todo errada, al alcanzar el campeonato de la mano de Martínez y el subcampeonato para Traverso. De esa forma, se escribiría un importante hito en la historia del TC 2000, al proclamarse el primer campeón de la marca japonesa en la categoría. A pesar de la obtención de este lauro, comenzaron a surgir problemas internos entre Traverso y el equipo, por lo que finalizado el torneo, el Flaco de Ramallo abandonaría la estructura, para sumarse al proyecto que pretendió traer a Mitsubishi al TC 2000.
La obtención de este campeonato genera un gran envión para la estructura en lo anímico y económico. Tanto que a partir del año 1999 comenzaría a ejecutar un ambicioso plan de expansión, por el cual se pretende ampliar en mayor medida la participación de la marca en la categoría. Para ello, el equipo comienza la construcción del edificio de su base de operaciones en la localidad de Villa Carlos Paz. Este proyecto contaría con una importante colaboración económica de Marcelo Bugliotti, un piloto proveniente del ambiente del Rally Argentino, interesado en la performance demostrada por el equipo de Rosso, al cual le plantea la posibilidad de crear una estructura satélite al Honda Pro Racing. De esta forma, Pro Racing amplía su presencia en las pistas con la llegada de nuevas unidades y nuevos pilotos dispuestos a representar a la marca. En cuanto a la alineación del Pro Racing, la estructura principal presenta nuevas unidades poniendo en pista a la versión sedán del Honda Civic, mientras que en lo que a sus pilotos refería, tras la salida de Traverso ingresan para acompañar a Martínez y Silva, el excampeón nacional de Rally Gabriel Raies y el entrerriano Nelson García. Por su parte, y tomando como base las unidades utilizadas hasta 1998, Bugliotti reagrupa sus tareas en un equipo satélite denominado Honda Young. Para este equipo, son convocados además de Bugliotti los pilotos Lucas Armellini y Néstor Flaumer. La participación de Honda ese año es tal, que la mayoría de sus pilotos obtienen por lo menos una victoria, culminando el año con la obtención del campeonato por parte de Juan Manuel Silva, en lo que fue la segunda corona consecutiva para el equipo y la marca.

### Primer cambio de mando
Tras la obtención de los dos primeros títulos por parte del equipo en 1998 y 1999, Pro Racing eleva la apuesta para el año siguiente y decide crear dos estructuras bien diferenciadas. En la primera, el equipo alinearía al campeón Juan Manuel Silva y al debutante Aníbal Zaniratto, quien provenía del ST Sudamericano. Al mismo tiempo, la estructura recibiría el apoyo publicitario de Cervecería y Maltería Quilmes, por lo que la estructura llevaría el nombre de Quilmes Honda Pro Racing. Por otra parte, en la segunda alineación, el subcampeón Omar Martínez compartiría equipo con Marcelo Bugliotti con dos unidades que mantenían la decoración del año anterior, siendo conocida esta estructura como Repsol Honda Pro Racing, debido al apoyo refrendado por la petrolera española. Sobre fines del año 1999, se anuncia la llegada al TC 2000 de la marca Toyota, la cual desembarcaría en la categoría de la mano de los hermanos Darío y Gustavo Ramonda. Para ello, estos empresarios se contactarían con Víctor Rosso solicitándole apoyo para la concreción del proyecto. Es así que Pro Racing toma a su cargo la construcción y el desarrollo de dos unidades Toyota Corolla para el debut oficial de la tercera marca nipona en competir en la categoría. En esta temporada se presenta un panorama completamente competitivo de parte de toda la categoría en sí, al punto tal de ir surgiendo un ganador distinto por cada fecha. En ese sentido y tras haber tenido un mal arranque, el equipo finalmente repunta y consigue poner entre esos ganadores a tres de sus pilotos (Silva, Martínez y Bugliotti), cerrando el campeonato con Silva como el mejor representante de la marca, ubicándose en la 3.ª colocación del torneo, por detrás de los representantes oficiales de Ford Argentina. Finalmente, a fines de ese año, Rosso decide abrirse de la sociedad con Bugliotti, llevándose la representación oficial de Honda Argentina y dejándole al cordobés con el paquete mayoritario de acciones del Pro Racing. De esta forma, "Bichín" funda una nueva estructura a la que denomina como RAM'S (iniciales de Rosso, Ambroggio y Monti Sport), mientras que Bugliotti continua al frente de Pro Racing, apostando a los competitivos Honda para el año siguiente.
En el año 2001 estalla un conflicto entre la Asociación Corredores de Turismo Carretera y el Automóvil Club Argentino, por el cual el ACA amenaza a aquellos pilotos que compitiesen en la ACTC, con quitarles la licencia profesional. Ante ese panorama, varias figuras del automovilismo argentino deciden continuar en el TC, en desmedro del TC 2000. En ese contexto y en su primer año con apoyo semioficial de la casa japonesa, el Pro Racing encara el torneo inicialmente con dos unidades, las cuales son piloteadas por el propio Bugliotti y por Zaniratto. Con el paso del torneo, el conflicto ACA-ACTC se soluciona y la escudería vuelve a contratar los servicios de Omar Martínez. Al mismo tiempo, la participación del equipo aumenta a 5 representantes, con las llegadas de Fabián Yannantuoni y Alberto Gopcevich. Sin embargo, la salida de Rosso dejaría su huella en la estructura, mostrándose con pocas chances ante la avanzada presentada por Ford y su alianza con Oreste Berta. Para el año 2002, el equipo se reestructura con las llegadas de Daniel Cingolani y Mariano Altuna, a la vez de comenzar a prestar apoyo y asesoramiento técnico al equipo Fineschi Racing, de Oscar Fineschi. Nuevamente el año sería de mediana producción, produciéndose la salida del equipo a mitad de torneo de Aníbal Zaniratto.
Otra repercusión provocada a partir del levantamiento del conflicto ACA-ACTC fue el interés del Pro Racing de desembarcar en el Turismo Carretera con su propia estructura. Para ese objetivo, el equipo decide poner en pista dos unidades Ford Falcon y presentando como pilotos a Bugliotti y Cingolani. En ese contexto, el equipo exhibe un potencial de mitad para abajo, llegando a llevarse tan sólo un triunfo de la mano de Bugliotti.
En el balance anual, dos victorias y tres podios de Marcelo Bugliotti alcanzarían para rescatar la 6.ª ubicación en el torneo, en lo que era el final de la representación de la marca Honda por parte del Pro Racing, ya que a fines de ese año comenzarían a entablarse las negociaciones para iniciar el año 2003 con una nueva representación oficial, pero en este caso, con otra marca interesada en desembarcar en la categoría, tras 7 años de ausencia: Comenzaba la etapa del Pro Racing junto a Chevrolet

### El regreso de Chevrolet al TC 2000 y el primer campeonato de la marca
Tras su etapa como representante de Honda, Pro Racing había iniciado a finales del año 2002 una serie de negociaciones con la terminal General Motors, compañía que se mostró interesada en apoyar de manera oficial a la estructura comandada por Marcelo Bugliotti, para así poder concretar el retorno tras 5 años de ausencia, luego de su última participación en el año 1998, con el equipo de Alberto Canapino. De esta manera, en el año 2003 se concretaría el regreso de una de las marcas más populares del automovilismo argentino, al establecerse el Chevrolet Pro Racing, el nuevo representante de la marca del moño en el TC 2000. En esta temporada, haría su debut el modelo Chevrolet Astra, mientras que los elegidos para llevar adelante este proyecto en la pista, fueron Christian Ledesma, quien de esta forma hacía su debut en TC 2000, y Marcelo Bugliotti. En el primer año de la nueva escudería, el equipo se mostraría medianamente competitivo, aunque alcanzaría a quedarse con tres victorias repartidas entre dos de Ledesma y la restante de Bugliotti, esta última luego de una impresionante remontada en el Autódromo Oscar y Juan Gálvez, donde el solitario Chevrolet se impondría en las vueltas finales a los autos del equipo oficial Ford. A pesar de ello, el equipo finaliza con sus dos autos en la lista de los diez primeros, culminando con Ledesma 9.º y Bugliotti 10.º
En la temporada siguiente, el equipo repetiría alineación, contando únicamente con el apoyo de Chevrolet en materia publicitaria, aunque se sumarían otros pequeños aportes, entre ellos el del fabricante de compuestos de caucho Goodyear. En este campeonato, el equipo evidenciaría un importante salto en cuanto a calidad tecnológica y deportiva, teniendo en Ledesma a su punta de lanza y a Bugliotti como escudero en lo que fue la búsqueda del título. De esta forma, el equipo iniciaría una formidable campaña que incluiría 5 victorias (4 de Ledesma y la restante de Bugliotti) y 10 podios (8 de Ledesma y 2 de Bugliotti), para concluir un año que terminaría coronado con la obtención del campeonato por parte de Christian Ledesma, quien de esta manera le otorgaba el primer título de campeón a la marca del moño dorado. La performance desplegada por el equipo volvería a ubicar al Pro Racing en los primeros planos, complementando este título con la tercera colocación en el campeonato de Marcelo Bugliotti.
Por otra parte, y atendiendo a lo ocurrido en el TC 2000, también en el Turismo Carretera se produce el recambio por parte del Pro Racing, ya que en 2002 el equipo se había presentado compitiendo con dos unidades Ford Falcon, una para Marcelo Bugliotti y la otra para Daniel Cingolani, en la que fue una temporada muy irregular donde el único éxito obtenido fue en la Base Aeronaval Comandante Espora, con Bugliotti al comando del Ford. Para 2003, el equipo se reinserta dentro del TC con una nueva unidad Chevrolet Chevy para Bugliotti, siendo este el único coche presentado por el equipo en esta temporada. Tras haberse presentado sobre el cierre de la temporada 2003, en 2004 disputaría su segunda temporada completa, alcanzando el triunfo en la quinta fecha en el Autódromo Oscar Alfredo Gálvez. Sin embargo, tras esta participación, el equipo se retira centrando todos sus esfuerzos en el equipo oficial de TC 2000.

### El apoyo de YPF y el bicampeonato de Rossi
Tras la obtención del campeonato por parte de Christian Ledesma, la actuación del equipo en la temporada 2004 concitaría la atención de la petrolera argentina YPF, la cual tras el retiro de Volkswagen a finales de 2001, solamente quedó ofreciendo su apoyo oficial exclusivo a la escudería Ford. En ese sentido, para 2005 se firmaría un importante convenio económico publicitario entre la petrolera y Pro Racing, en el cual si bien la marca YPF continuaría ligada a Ford, la petrolera patrocinaría al equipo Chevrolet a través de su marca de lubricantes Elaion. Por tal motivo, el equipo pasaría a denominarse como Chevrolet Elaion Pro Racing. Asimismo, la alineación del equipo pasaría a contar con importantes novedades, ya que el campeón Ledesma pasaría de contar con uno a contar con dos nuevos escuderos, ya que a finales de 2004 el cordobés Marcelo Bugliotti anunciaría su salida de la categoría para la temporada 2005. En su lugar, serían contratados dos nuevos competidores, siendo ellos Matías Rossi y Carlos Okulovich.

## Estadísticas

### Marcas representadas y modelos utilizados
| Renault           | Renault Fuego       | 1994          |
| Honda             | Honda Civic         | 1997-2002     |
| Chevrolet         | Chevrolet Astra     | 2003-2008     |
| Fiat              | Fiat Linea          | 2009-2012     |
| Chevrolet         | Chevrolet Cruze     | 2013-Presente |
| Turismo Carretera |                     |               |
| Marcas            | Modelos             | Años          |
| Ford              | Ford Falcon         | 2002          |
| Chevrolet         | Chevrolet Chevy     | 2003-2004     |
| Top Race V6       |                     |               |
| Marcas            | Modelos             | Años          |
| Mercedes-Benz     | Mercedes-Benz C-203 | 2009          |

### Campeonatos logrados
| Turismo Competición 2000 | Turismo Competición 2000 | Turismo Competición 2000 | Turismo Competición 2000 |
| #                        | Año                      | Piloto                   | Automóvil                |
| ------------------------ | ------------------------ | ------------------------ | ------------------------ |
| 1                        | 1998                     | Omar Martínez            | Honda Civic              |
| 2                        | 1999                     | Juan Manuel Silva        | Honda Civic              |
| 3                        | 2004                     | Christian Ledesma        | Chevrolet Astra          |
| 4                        | 2006                     | Matías Rossi             | Chevrolet Astra          |
| 5                        | 2007                     | Matías Rossi             | Chevrolet Astra          |
| 6                        | 2016                     | Agustín Canapino         | Chevrolet Cruze I/II     |
| 7                        | 2021                     | Agustín Canapino         | Chevrolet Cruze II       |
| TC2000 Series            |                          |                          |                          |
| 1                        | 2012                     | Franco Girolami          | Fiat Linea               |
| 2                        | 2013                     | Matías Nicolás Milla     | Fiat Linea               |

### Pilotos ganadores
| Turismo Competición 2000 | Turismo Competición 2000     | Turismo Competición 2000 | Turismo Competición 2000 | Turismo Competición 2000 |
| #                        | Piloto                       | Automóvil                | Victorias                | Temporadas               |
| ------------------------ | ---------------------------- | ------------------------ | ------------------------ | ------------------------ |
| 1                        | Omar Martínez                | Honda Civic              | 16                       | 1997-2001                |
| 1                        | Omar Martínez                | Fiat Linea               | 1                        | 2009                     |
| 2                        | Juan María Traverso          | Honda Civic              | 10                       | 1998                     |
| 3                        | Juan Manuel Silva            | Honda Civic              | 9                        | 1998-2000                |
| 4                        | Lucas Armellini              | Honda Civic              | 3                        | 1999                     |
| 5                        | Nelson García                | Honda Civic              | 1                        | 1999                     |
| 6                        | Aníbal Zaniratto             | Honda Civic              | 1                        | 2000-2002                |
| 7                        | Daniel Cingolani             | Honda Civic              | 1                        | 2001                     |
| 8                        | Marcelo Bugliotti            | Honda Civic              | 6                        | 1999-2002                |
| 8                        | Marcelo Bugliotti            | Chevrolet Astra          | 5                        | 2003-2008                |
| 9                        | Christian Ledesma            | Chevrolet Astra          | 10                       | 2003-2008                |
| 10                       | Matías Rossi                 | Chevrolet Astra          | 9                        | 2005-2007                |
| 11                       | Emiliano Spataro             | Fiat Linea               | 3                        | 2009-2011                |
| 12                       | José María López             | Fiat Linea               | 3                        | 2009-2011                |
| 1                        | Agustín Canapino             | Chevrolet Cruze          | 4                        | 2013, 2016               |
| 2                        | Franco Vivian                | Chevrolet Cruze          | 1                        | 2012-2015                |
| 3                        | Norberto Fontana             | Chevrolet Cruze          | 2                        | 2014-2015                |
| 4                        | Matías Muñoz Marchesi        | Chevrolet Cruze          | 1                        | 2014-2015                |
| TC2000 Series            |                              |                          |                          |                          |
| #                        | Piloto                       | Automóvil                | Victorias                | Temporadas               |
| 1                        | Franco Girolami              | Fiat Linea               | 5                        | 2012                     |
| 2                        | Matías Nicolás Milla         | Fiat Linea               | 3                        | 2013                     |
| 3                        | Lucas Hernán Colombo Russell | Fiat Linea               | 5                        | 2013-2014                |
| 4                        | Gianfranco Collino           | Fiat Linea               | 3                        | 2014-2015                |
| 5                        | Mario Facundo Conta          | Fiat Linea               | 2                        | 2015                     |
| 6                        | Miguel Calamari              | Fiat Linea               | 1                        | 2015                     |
| 7                        | Martín Moggia                | Fiat Linea               | 1                        | 2015                     |
| Turismo Carretera        |                              |                          |                          |                          |
| #                        | Piloto                       | Automóvil                | Victorias                | Temporadas               |
| 1                        | Marcelo Bugliotti            | Ford Falcon              | 1                        | 2002                     |
| 1                        | Marcelo Bugliotti            | Chevrolet Chevy          | 1                        | 2003-2004                |
| Fórmula 3 Sudamericana   |                              |                          |                          |                          |
| #                        | Piloto                       | Automóvil                | Victorias                | Temporadas               |
| 1                        | Omar Martínez                | TOM'S-Toyota             | 4                        | 1994-1995                |
| 2                        | Juan Manuel Silva            | TOM'S-Toyota             | 1                        | 1995-1997                |